# Lajasvenator ascheriae
Lajasvenator ascheriae — вид ящеротазових динозаврів родини кархародонтозаврових (Carcharodontosauridae), що існував у ранній крейді (137 млн років тому).

## Скам'янілості
Рештки динозавра знайдено у відкладеннях формації Мулічінко в провінції Неукен на заході Аргентини.

## Опис
Найменший відомий алозавроїд. Він сягав 3-4 м завдовжки та важив 80-140 кг.